# Intrepid - La nave maledetta
Intrepid - La nave maledetta (Intrepid) è un film del 2000 diretto da John Putch.
È un film d'azione statunitense a sfondo drammatico e thriller con James Coburn, Costas Mandylor, Larry Poindexter, Alex Hyde-White, Finola Hughes. È incentrato sull'azione di una banda di terroristi che prende in ostaggio una nave da crociera.

## Produzione
Il film, diretto da John Putch su una sceneggiatura di James Morley III e Keoni Waxman, fu prodotto da Jim Wynorski (accreditato come Noble Henry) per la Flip Ship Films e la Phoenician Entertainment e girato sulla RMS Queen Mary a Long Beach in California.

## Distribuzione
Il film fu distribuito con il titolo Intrepid negli Stati Uniti nel 2000 e per l'home video con il titolo Deep Water.
Altre distribuzioni:
- in Germania il 11 aprile 2000 (Intrepid - Helden einer Katastrophe, home video)
- in Ungheria il 20 ottobre 2005 (Szökőárban, in TV)
- in Brasile (Ação no Oceano, in TV)
- in Grecia (Se katastasi omirias, DVD)
- in Italia (Intrepid - La nave maledetta)

## Promozione
Le tagline sono:
- "Who Gives A Ship".
- "On December 22 the S.S. Intrepid radioed a mayday!".
- "Their final transmission went unheard....".